# Прилеп (Дечани)
Прилеп (серб. Прилеп, Prilep; алб. Prilep) — село в общине Дечани в исторической области Метохия. С 2008 года находится под контролем частично признанной Республики Косово.

## Административная принадлежность
| Сербская позиция                                                                 | Албанская позиция                                            |
| -------------------------------------------------------------------------------- | ------------------------------------------------------------ |
| входит в общину Дечани Печского округа автономного края Косово и Метохия, Сербия | входит в общину Дечани Джяковицкого округа Республики Косово |

## Население
Согласно переписи населения 1981 года в селе проживало 1473 человека: 1459 албанцев, 9 черногорцев, 2 мусульманина и 1 серб.
Согласно переписи населения 2011 года в селе проживало 2165 человек: 1072 мужчины и 1093 женщины; 2157 албанцев, 6 «балканских египтян» и 2 лица неизвестной национальности.
| Численность населения | Численность населения | Численность населения | Численность населения | Численность населения | Численность населения | Численность населения |
| 1948                  | 1953                  | 1961                  | 1971                  | 1981                  | 1991                  | 2011                  |
| --------------------- | --------------------- | --------------------- | --------------------- | --------------------- | --------------------- | --------------------- |
| 755                   | 840                   | 981                   | 1261                  | 1473                  | 1670                  | 2165                  |